# The Kindness of Strangers
The Kindness of Strangers er en dansk spillefilm fra 2019 instrueret af Lone Scherfig.

## Medvirkende
- Zoe Kazan som Clara
- Tahar Rahim som Marc
- Andrea Riseborough som Alice
- Caleb Landry Jones som Jeff
- Jack Fulton som Anthony
- Jay Baruchel som John Peter
- Bill Nighy som Timofey
- Esben Smed som Richard
- David Dencik som Lars
- Finlay Wojtak-Hissong som Jude